# Terwick
Terwick var en civil parish fram till 1959 då den blev en del av Rogate och Trotton, i grevskapet Sussex (nu West Sussex), i England. Civil parish var belägen 18 km från Chichester och hade 203 invånare år 1951.